# Arturo Deliser
Arturo Harmodio Deliser Espinosa (né le 24 avril 1997 à Colón) est un athlète panaméen spécialiste du sprint.
Son meilleur temps est de 10 s 49, réalisé à deux reprises à Cuenca, le 14 mars et le 30 mai 2015, la seconde fois pour remporter la médaille de bronze des Championnats sud-américains juniors, alors que sur 200 m, il y remporte le titre, en 20 s 86. En juin 2015, il remporte la médaille de bronze lors des Championnats d'Amérique du Sud d'athlétisme 2015 en 21 s 25.
Le 21 mai 2016, il porte son record à 10 s 37 à San José (Estadio Nacional), CRC.

## Palmarès
| Date | Compétition                    | Lieu | Résultat | Épreuve | Temps   |
| ---- | ------------------------------ | ---- | -------- | ------- | ------- |
| 2015 | Championnats d'Amérique du Sud | Lima | 3e       | 200 m   | 21 s 25 |

## Records
| Épreuve | Temps   | Lieu   | Date       |
| ------- | ------- | ------ | ---------- |
| 100 m   | 10 s 14 | Bogota | 6 mai 2022 |